# Château de Belval (Vosges)
Pour les articles homonymes, voir Château de Belval.
Le château de Belval est un château de style néorenaissance bâti au début du XXe siècle sur la commune du Saulcy dans le nord-est du département français des Vosges en région Grand Est.

## Dénomination
Le château porte le nom de la commune limitrophe de Belval et non de la commune Le Saulcy où il est implanté. Cette appellation tient au fait que d'une part l'orientation du château est telle qu'il fait face au territoire de Belval toute proche et de la route qui y mène, d'autre part parce que d'importantes acquisitions de terrains furent faites par la famille Nansé, situés sur la commune de Belval. En attestent les très nombreuses bornes pyramidales numérotées et flanquées d'un "N" qui jalonnent les parcelles du flanc de vallée qui fait face au château.

## Histoire
Il a été terminé en 1904, initié par Louis-François Nansé (1847 1902) et son épouse Marie Julie Louis (1858 1926), industrielle originaire de Colmar (Haut-Rhin).  
La famille Nansé s'installe dans cette vallée des Vosges au lendemain de la guerre de 1870, construisant des usines textiles, le château, des dépendances, profitant de cet âge d'or du textile vosgien. Au lendemain de la Première Guerre mondiale, la crise économique et des différends familiaux font péricliter l'affaire. Pendant la Première Guerre mondiale, le front se situant en amont, le château est occupé par l'armée allemande. De nombreuses cartes postales allemandes montrent le château qui présente une toiture sensiblement différente de l'actuelle, à la suite d'un incendie (date inconnue). Le château est repris par une autre famille d'industriels du textile, les Laedrich. Il fut réquisitionné par la Gestapo pendant la Seconde Guerre mondiale. Les résistants des villages alentour y furent enfermés pour interrogatoire, voire torturés en 1944. Un monument attenant relate le souvenir des malheureux habitants qui furent déportés dans les camps. « Passant souviens-toi que d'ici sont partis les malheureux habitants de Moussey, la Petite-Raon, Le Saulcy, Belval, Le Puid, le Vermont, déportés par la Gestapo dans les bagnes nazis pour y souffrir ou y mourir - Déportations août septembre 1944 » 
Le château servit aussi aux enfants des usines André Citroën qui venaient en colonie de vacances dans les années 1960.  Pendant cette même époque l'usine de textiles qui flanquait le château à l'est fut entièrement rasée, aujourd'hui remplacée par des prés qui ne laissent rien voir de ce passé industriel.
La Caisse Régionale d'Assurance Maladie du Nord-Est, gestionnaire du site, y accueillait jusqu'en 2006 des retraités bénéficiaires des minima sociaux pour des séjours de vacances. Mis à la vente, le château resta pendant longtemps sans trouver preneur. En 2014, le château a trouvé un acquéreur privé.  
Mis en vente par adjudication le 1er juillet 2022, le château de Belval a été initialement acheté par une personne privée. La communauté d’agglomération de Saint-Dié a finalement fait valoir son droit de préemption.